# Fundación Colombiana de Cirugía Plástica
La Fundación Colombiana de Cirugía Plástica o FCCP es una institución de salud de carácter privado sin ánimo de lucro dedicada a ofrecer servicios de salud especializada en cirugía plástica estética y reconstructiva. Se encuentra ubicada en la ciudad de Bucaramanga, Colombia. 
Cuenta con clínica de piel, seno, mano, maxilofacial, quemados, heridas y cicatrices. Adicionalmente, a partir de 1986, en asoció con la organización estadounidense Milwaukee Medical Mission llevan a cabo un programa de cirugía reconstructiva gratuita para pacientes de bajos recursos. Más recientemente tiene un convenio con la reconocida organización internacional SmileTrain, han ampliado el número de cirugías gratuitas para pacientes de bajos recursos con labio y/o paladar hendido. 
- Datos: Q5871190